# (12620) Simaqian
El 12620 Simaqian és un asteroide del cinturó principal amb un període orbital de 1990 dies (5.46 anys).
L'asteroide fou descobert el 24 de setembre de 1960. Va rebre el seu nom en honor de l'historiador i astròleg xinès Sima Qian.